# Ponaryo Astaman
Ponaryo Astaman (ur. 25 września 1979) – indonezyjski piłkarz grający na pozycji pomocnika.

## Kariera klubowa
Karierę piłkarską Astaman rozpoczął w klubie Pupuk Kaltim Bontang. W jego barwach zadebiutował w indonezyjskiej pierwszej lidze. W Pupuku Kaltim grał do końca 2003 roku, a na początku 2004 roku przeszedł do PSM Makassar. W tamtym roku wywalczył z Makassarem wicemistrzostwo Indonezji. W połowie 2006 roku odszedł do klubu z Malezji, Melaka TMFC, ale już w 2007 roku wrócił do Indonezji i został piłkarzem Aremy Malang. W sezonie 2008/2009 grał w klubie Persija Dżakarta, a po jego zakończeniu odszedł do Sriwijayi FC. W 2013 przeszedł do PSM Makassar. W 2014 był wypożyczony do Persiji.

## Kariera reprezentacyjna
W reprezentacji Indonezji Astaman zadebiutował 26 września 2003 roku w zremisowanym 1:1 towarzyskim meczu z Malezją. W 2004 roku wystąpił w 3 meczach Pucharu Azji 2004: z Katarem (2:1 i gol w 48. minucie), z Chinami (0:5) i z Bahrajnem (1:3). W 2007 roku został powołany przez selekcjonera Iwana Kolewa do kadry na Puchar Azji 2007. Na tym turnieju rozegrał 2 spotkania: z Bahrajnem (2:1) i z Koreą Południową (0:1).